# Hans-Georg Ballarin
Hans-Georg Ballarin (* 15. August 1906 in Berlin; † 4. Oktober 1986 in Düsseldorf) war ein deutscher Jurist und Hochschullehrer.

## Leben
Er war der Nachfahre von schlesischen Bauern. Nach dem Abitur am Real-Gymnasium in Berlin-Tempelhof studierte er Rechts- und Staatswissenschaften an der Universität Erlangen und an der Universität Göttingen. Seit 1925 war er Mitglied der Erlanger Burschenschaft Frankonia. Sein Ref.-Examen absolvierte er in Celle. 1931 promovierte er zum Dr. jur. an der Universität Erlangen. Das Thema seiner Dissertation lautete Die Rückverwandlung der aufgelösten Genossenschaft in das werbende Stadium. Er trat zum 1. März 1932 der NSDAP bei (Mitgliedsnummer 1.011.194). Im darauffolgenden Jahr wurde er Gerichtsassessor in Berlin. Noch im gleichen Jahr 1933 erfolgte seine Ernennung zum Leiter der Reichsabteilung im Hauptamt für Volkswohlfahrt der NSDAP und 1937 zum Reichshauptstellenleiter. Als solcher blieb er bis 1939 im Amt. 1936 wurde Hans-Georg Ballarin zum Bundesführer des Reichsbundes der Körperbeschädigten, Sozialrentner und Hinterbliebenen ernannt.
Er war Mitglied des Nationalsozialistischen Rechtswahrerbund und seiner Vorgängerorganisation, des Bundes Nationalsozialistischer Deutscher Juristen (BNSDJ). 1939 erfolgte seine Ernennung zum SS-Hauptsturmführer (SS-Nummer 72.423). Außerdem war er Mitglied der Akademie für Deutsches Recht.
Vom Sommersemester 1938 bis zum Wintersemester 1940/41 lehrte er Volkswohlfahrtspflege an der Humboldt-Universität zu Berlin.
Während des Zweiten Weltkrieges erfolgte 1942 seine Einberufung zum Kriegsdienst. Von 1944 bis 1946 war er in amerikanischer Kriegsgefangenschaft. Im Entnazifizierungsverfahren wurde er 1949 als Minderbelasteter eingestuft. Ab 1951 war er als Rechtsanwalt in Nordrhein-Westfalen tätig.

## Schriften
- Die Rückverwandlung der aufgelösten Genossenschaft in das werbende Stadium, Erlangen: Emsdetten 1932.
- (mit Hellmuth Rößler): Sonderfürsorge für Kinderreiche, Leipzig 1936; 2. verm. Aufl., Leipzig 1936.
- Die Kapital- und Kleinrentner im deutschen Recht. Sammlung der reichsrechtlichen Vorschriften nebst Vorbemerkungen und Erläuterungen, Leipzig 1938; 2. verm. Aufl., Leipzig 1939.